# Elk Mound, Wisconsin
Elk Mound là một làng thuộc quận Dunn, tiểu bang Wisconsin, Hoa Kỳ. Năm 2006, dân số của làng này là 785 người.